# Konrad Stekl

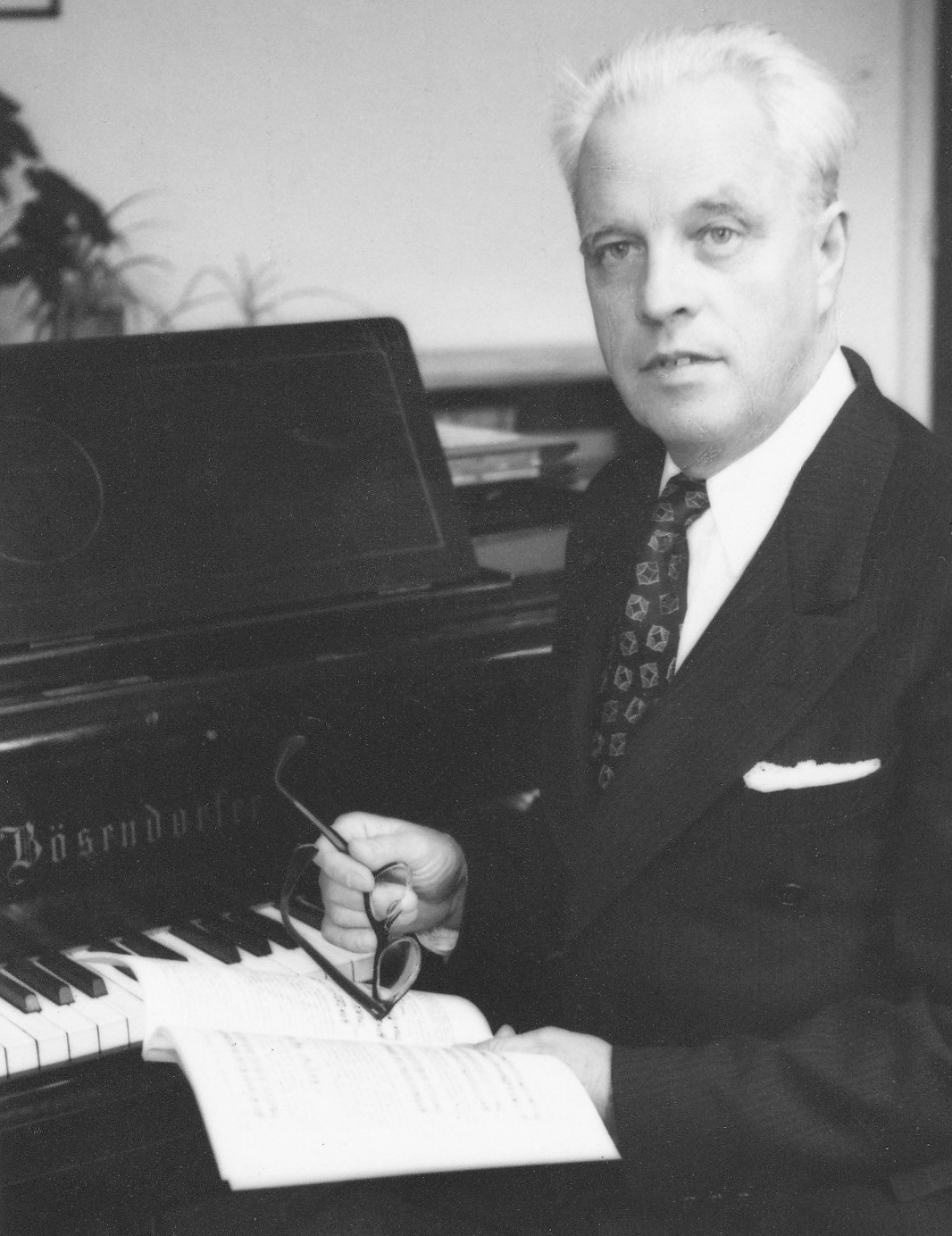
Konrad Stekl um 1950

Konrad Stekl (* 21. Juli 1901 in Ragusa, Dalmatien; † 9. Mai 1979 in Graz) war ein österreichischer Komponist, Dirigent, Musikologe und NS-Musikfunktionär. Neben seinem künstlerischen und wissenschaftlichen Schaffen machte er sich vor allem als Musikpädagoge um den Aufbau des Steirischen Musikschulwesens verdient.

## Biographie
Konrad Stekls Vater war ein Generalmajor der Österreichisch-Ungarischen Armee. Die Familie änderte ihren Wohnsitz mehrfach, Stekl besuchte Schulen in Brünn, Chotusice, Ragusa, Görz, Triest, Chicago und Ridgefield Park. 1922 kehrte die Familie zurück nach Österreich und ließ sich in der Steiermark nieder. Stekl studierte Musiktheorie, Klavier, Orgel und Trompete an der Schule des Musikverein für Steiermark, der heutigen Universität für Musik und darstellende Kunst in Graz. Zu seinen Lehrern gehörten Roderich Mojsisovics von Mojsvár (1877–1953) und Artur Michl (1897–1965).

### Rolle im Nationalsozialismus
Als nach der Machtergreifung durch die Nationalsozialisten in Österreich diese daran gingen, das Steirische Musikschulwerk neu zu organisieren, beteiligte sich Stekl an der Gründung der Staatlichen Hochschule für Musikerziehung in Graz-Eggenberg, zusammen mit Hanns Holenia und Josef Papesch, beide ebenfalls Mitglieder der NSDAP. Geleitet wurde die Grazer NS-Musikhochschule von Felix Oberborbeck (NSDAP-Mitglied seit 1933). Des Weiteren gründete bzw. leitete Stekl Musikschulen in Judenburg, Zeltweg, Fohnsdorf, Trifail, Eichthal, Edlingen und Ratschach. Die letztgenannten Ortschaften lagen in der seit 1941 vom NS-Regime besetzten Untersteiermark, in welcher durch erprobte Lehrkräfte wieder „deutsche“ Bildung einkehren sollte. Am 14. Mai 1938 beantragte Stekl die Aufnahme in die NSDAP und wurde rückwirkend zum 1. Mai aufgenommen (Mitgliedsnummer 6.301.765). 1939 wurde er zum Kreismusikbeauftragten der Reichsmusikkammer ernannt, 1940 zum Städtischen Musikbeauftragten für Judenburg sowie zum Bezirksleiter des Reichsverbandes für Volksmusik, 1941 wurde ihm der Titel Musikdirektor verliehen. Stekl komponierte u. a. die Orchesterfantasie In Freiburg sind viele gefallen (op. 40c), einen Heroischen Marsch (1943) sowie den Trifailer Marsch (1943) und leitete in der NS-Zeit das Sinfonieorchester der Musikschule Trifail.

### Tätigkeiten nach 1945 - Kontakte zu ehemaligen NS-Musikfunktionären
Nach dem Zweiten Weltkrieg und der Rückkehr aus sowjetischer Kriegsgefangenschaft wurde Konrad Stekl Direktor der Musikschule Kapfenberg, wo er bis zu seiner Pensionierung 1966 Klavier und Musiktheorie unterrichtete. Daneben unterrichtete er weiterhin an der Grazer Musikhochschule (heute Kunstuniversität) sowie am Konservatorium und forschte zur Musikgeschichte der Steiermark. In Kapfenberg leitete er das Orchester der Gesellschaft der Musikfreunde und war als Bezirkschormeister tätig. Stekl war in mehreren Chören und Orchestern aktiv, unter anderem gründete er das Ringorchester Graz.
Bereits 1949 bemühte sich Stekl, zusammen mit andere politisch Belasteten (Franz Mixa, Roderich von Mojsisovics), den 1938 aufgelösten Steirischer Tonkünstlerbund neu zu gründen. Diese Wiedergründung erfolgte dann im Jahr 1957, im Gründungskomitee befanden sich neben Stekl eine Reihe ehemaliger NSDAP-Mitglieder bzw. Personen, die bereits während des NS-Regimes zentrale kulturelle Positionen eingenommen hatten: Hanns Holenia, Josef Kolleritsch, Hannes Kuegerl, Artur Michl. Mit dem NS-Musikfunktionär und ehemaligen Direktor der Grazer NS-Musikhochschule, Felix Oberborbeck, verband Stekl eine nach eigener Aussage „jahrelange Brieffreundschaft“ bis in die 1970er-Jahre.
Stekl wurde stellvertretender Vorsitzender des Steirischen Tonkünstlerbundes und 1962 dessen Ehrenmitglied. Zahlreiche Aufsätze Stekls sind in den Publikationsorganen dieser Vereinigung von Musikschaffenden und Musikologen veröffentlicht. Konrad Stekls Nachlass befindet sich im Besitz der Österreichischen Nationalbibliothek.

### Stilistische Einordnung
Am Anfang von Stekls musikalischer Entwicklung steht der romantische Stil Max Regers, die ihm von seinem Lehrer Mojsisovics von Mojsvár vermittelt worden war. Danach wandte sich Stekl der Zwölftontechnik zu, die er später zugunsten eines freieren Umgangs mit der Technik der Reihenkomposition wieder aufgab.

## Ehrungen
- 1947 und 1953: Joseph-Marx-Musikpreis des Landes Steiermark
- 1957: Förderungspreis des Österreichischen Staatspreises[11]
- 1961: Theodor-Körner-Preis

## Werke

### Orchesterwerke
- 1927 Ouvertüre, op. 13
- 1931 Walzer, op. 20c
- 1935 Ouverture im alten Stil, op. 25
- 1935 Corelli - Suite, op. 26
- 1935 Corelli-Variationen - über ein Largo von Arcangelo Corelli, op. 27
- 1935 Südslawische Suite, op. 31
- 1936 Rococo-Suiten, op. 33
  1. Rococo-Suite Nr. 1, op. 33a
  2. Rococo-Suite Nr. 2 nach Stücken von Johann Friedrich Fasch, Georg Philipp Telemann, Christoph Förster und Johann Joseph Fux, op. 33b
- 1943 In Freiburg sind viele gefallen - Orchesterphatansie über ein altes Soldatenlied, op. 40c
- 1943 Trifailer Marsch, op. 20a[12]
- 1943 Heroischer Marsch, op. 20b[13]
- 1948 Tanz-Suite aus der Oper „Der Rattenfänger“, op. 41a
- 1948 Flötenphantasie aus der Oper „Der Rattenfänger“, op. 41b
- 1948 Flagellanten-Marsch aus der Oper „Der Rattenfänger“
- 1951 Symphonie des 1. Mai, für gemischten Chor und Orchester, op. 47b
- 1953 Drei Vorspiele zu der Oper „Grauli“, op. 51a
- 1957 12-Ton-Skizzen, op. 56a
- 1957 Musik im 12-Ton, op. 56b
- 1959 Musik aus der Oper „Anna Iwanowna“, op. 57a
- 1959 Russische Tanzsuite aus der Oper „Anna Iwanowna“, op. 57b
- 1960 Adagio und Fuge, op. 38
- 1960 Klosterneuburger Hymnar - 3 Vorspiele für Orchester aus der Oper „Der Verduner Altar“, op. 58a
- 1962 Drei Interludien aus der Oper „Marino Falieri“, op. 61a
- 1964 Zwei Zwischenspiele aus der Oper „Königin Teje“, op. 63a
- 1971 Concert für Fagott und Orchester, op. 83
- 1973 Concertino für Trompete und Orchester, op. 89
- 1973 Vier Fantasiestücke, op. 95
- 1974 Imaginationen, op. 104
- 1976 Concertino americana, op. 121b
- 1977 Chippeva-Suite für Trompete und Kammerorchester, op. 129
- 1977 Quatro incisioni, für 2 Klarinetten in C, 13 Instrumente, Pauken und Schlagwerk, op. 131
- Die Macht der Liebe, Liederzyklus für Orchester, op. 90
- Fantasietta - Tema con sette variationi e Fughetta
- Festliche Musik - Suite in F-Dur, op. 39
- Kleine Zwölfton-Suite in modo antico, op. 50a
- Suite in F majeur, op. 39c
- Vorspiel mit Marsch aus der Oper „Der Kammerkavalier“, op. 60a

### Werke für Blasorchester
- 1931 Trifailer Marsch, op. 20a
- 1943 Festlicher Ruf für Bläser Nr. 1, op. 40a
- 1944 Festlicher Ruf für Bläser und Schlagwerk Nr. 2, op. 40b
- 1974 Musik für Bläser, op. 102
- 1976 Musica turca, op. 124
- 1978 Cheyenne - Amorphia, op. 138

### Geistliche Werke
- 1925 Der 117. en 67. Psalm, für gemischten Chor und Orgel, op. 6
- 1931 Raphael aus „Madrigale“, für vierstimmigen Frauenchor und Orchester, op. 19 nr. 3. Text: Peter Hille
- 1955 Bekenntnis, für Tenor, gemischten Chor und Orchester, op. 52b. Text: Otto Eggenreich
- 1959 Requiem, für eine Knabenstimme, achtstimmigen Chor, Solisten und großes Orchester, op. 45
- 1962 Der Verduner Altar, Hymnarium in 3 Teilen, für Chor, Solisten, Orchester und Orgel, op. 58
- 1966 Barrabas, Biblische Szene für gemischten Chor, Solisten und Orchester, op. 66. Text: Georg Trakl
- 1968 Maria Magdalena, Biblische Szene für gemischten Kammerchor und Orchester, op. 70. Text: Georg Trakl
- 1971 Verlassenheit, Kantate in drei Teilen für gemischten Chor und Orchester, op. 84. Text: Georg Trakl
- 1972 Franz von Assisi, Oratorium in drei Teilen für gemischten Chor mit Solisten, großes Orchester und Orgel, op. 85. Text: Paul Anton Keller
- 1976 Der Tod, op. 116 nr. 2. Text: Paul Anton Keller
- 1979 Psalmarium „Herr dich werde ich rufen müssen“, op. 140 (unvollendet)

### Opern & Schauspiele
- 1925 Nachtigallenschlag, Oper, op. 4. Libretto: Theodor Colshorn, nach Emanuel Geibel
- 1926 Märchen, Oper, op. 7. Libretto: Emanuel Geibel
- 1927 Das Laubhaus, Oper, op. 12. Libretto: Paul Keller
- 1929 Sun, Oper, op. 15. Libretto: Max Dauthendey
- 1930 Musik zu einem Schäferspiel - „Die Laune des Verliebten“, op. 17 Nr. 1. Text: Johann Wolfgang von Goethe
- 1930 Musik zu einem Märchenspiel, op. 16. Nr. 2. Text: Marianne Fiedler
- 1930 Musik zu einem Singspiel - „Frühlingsanfang“, op. 17 nr. 3. Text: Marianne Fiedler
- 1931 Der Kaufmann von Venedig. op. 18. Nach der Komödie von William Shakespeare
- 1946 Der Rattenfänger, Oper, op. 41. Libretto: Julius Franz Schütz
- 1947 Narrenliebe, op. 44. Text: Bruno Ertler
- 1947 Die junge Königin, op. 44b. Text: Max Dauthendey
- 1953 Grauli, Oper, op. 51. Libretto: Max Dauthendey
- 1959 Anna Iwanowa, Oper, op. 55. Nach dem gleichnamigen Roman von Bruno Ertler
- Der Hammerkavalier, Oper, op. 60. Libretto: Bruno Ertler
- 1962 Marino Fallieri, Doge von Venedig, Oper, op. 61. Libretto: Friederike von Webenau
- 1964 Königin Teje, Oper, op. 63. Libretto: Friederike von Webenau
- 1968 Blaubart, op. 72. Text: Georg Trakl
- 1968 Don Juans Tod. op. 73. Text: Georg Trakl
- 1968 Johanna, op. 74. Text: Georg Trakl
- 1968 Sündflut, op. 75. Text: Max Dauthenday
- 1970 Königin und Fiedelmann, op. 79. Text: Bruno Ertler
- Ein Fest auf Haderslevhuus, Oper, op. 80. Libretto nach Theodor Storm
- 1973 Die Spinne, op. 100. Text: Ernst Décsey

### Vokalmusik

#### Chorwerke
- Suite, op. 8. Text: K. H. Bartz und Peter Hille, nach Emanuel Geibel
- Madrigale, op. 19
- Mannerchöre a cappella, op. 23a
- Weihnachtshymne, op. 23b. Text: Alphons Petzold
- 2 Arbeiterchöre, op. 24a. Text: Walter Mehring
- Lied der Arbeit, op. 24b. Text: Karl Bröger (Anm.: möglicherweiseidentisch mit op. 23c)
- Männerchöre a cappella, op. 47a. Text: Erich Mahnert
- Kleinigkeiten, op. 64a. Text: Erich Mahnert
- Vier Männerchöre, op. 139. Text: Rudolf List
- Das Morgenlied. Text: Georg Trakl
- Edelrauten und Stoanröserln, op. 77

#### Lieder
- 1925 Zwei Lieder, op. 1a. Nach Gedichten des Freiherrn Börries von Münchhausen.
- 1925 Vier Lieder, op. 1b. Nach Gedichten von Alphons Petzold
- 1925 Orchesterlieder, 2 Lieder, op. 2
- 1926 Leuchtende Tropfen, 5 Lieder, op. 3. Text: Peter Hille
- 1926 Frühlingslieder, op. 9a. Text: I. Kraßnitzer
- 1926 Drei Lieder, op. 9b
- 1926 2 Lieder, op. 9c. Text: Alfons Goyda, Otto Walter
- 1926 Kammerlieder Nr. 1, 3 Lieder, op. 10a. Text: Arthur von Wallpach
- 1926 Kammerlieder Nr. 2, 4 Lieder, op. 10b. Text: Ricarda Huch
- 1927–1930 8 Lieder, op. 14
- 1930 2 Lieder, op. 16a. Text: Hans Wlach
- 1930 Schlichte Weisen, 3 Lieder, op. 16b
- 1931 Lieder der Verklärung, 8 Lieder, op. 21. Text: Alphons Petzold
- Das Vergißmeinnicht, op. 22. Text: Peter Hille
- Mädchenlieder, op. 29. Text: Ernst Goll
- 2 Lieder, op. 29a. Text: August Cloß
- 1936 Koloratur-Gesänge, 3 Lieder, op. 30. Text: Hans Fuschlberger
- 1936 Goldene Tränen, 8 Lieder, op. 32. Text: Max Dauthenday
- Deine Augen, 5 Lieder, op. 34. Text: Max Dauthenday
- 1947 Goldener Wein, 7 Lieder, op. 42 .Text: Ernst Goll
- 1947 Goldener Wein, op. 42a. Text: Ernst Goll
- 1948 Japanische Tuschzeichnungen, 6 Lieder, op. 43a. Text: Erich Mahnert
- 1948 Empfundene Nächte, 6 Lieder, op. 43b. Text: Erich Mahnert
- 1948 Das trunkene Lied, 8 symphonische Lieder, op. 46. Text: Omar Chajjam
- 1949 Stille Stunden, 6 Lieder, op. 48. Text: Bruno Ertler
- 1949 Vier Lieder, op. 49a .Text: Ludwig Schmidts
- 1950 Silhouetten, 3 dodekaphonische Lieder, op. 49b. Text: Grete Körber
- Daß Friede sei, op. 52a. Text: Herbert Zienkl
- 1966 Das Jahr des Einsamen, symphonischer Liederzyklus, op. 59. Text: Hans Wamlek nach Georg Trakl
- Altägyptische Liebeslieder, Drei Lieder, op. 62. Text: Siegfried Schott
- Und i hab das schon gsagt, op. 64b
- 1967 Gesänge aus Ochrid, op. 67. Text: A. den Doolaard
- 1967 Die sechzehn Lochran, Liederzyklus, op. 68
- 1967 Zwölf Gesänge zur Nacht, op. 69. Text: Georg Trakl
- 1967 Zwei Weinlieder, op. 71a. Text: Georg Trakl
- 1967 Drei Balladen, op. 71b. Text: Georg Trakl
- 1968 Wiegenlied aus dem Bühnenstück „Sündflut“ von Max Dauthendey, op. 28
- 1969 Lieder der Trennung, op. 76. Text: Max Dauthenday
- 1970 Dalmatinische Sonette, 18 Lieder, op. 78. Text: Paula von Preradovic
- 1972 Vier Gesänge, op. 86. Text: Paul Anton Keller
- 1973 Die Macht der Liebe, 8 Lieder, op. 90. Text: Siegfried Schott
- 1975 Junakische Lieder I, op. 107. Text: Alexander Issatsjenko
- 1975 Junakische Lieder II, op. 108. Text: Alexander Issatsjenko
- 1975 Junakische Lieder III, op. 109. Text: Alexander Issatsjenko
- 1975 Vier Junakische Gesänge, op. 110. Text: Alexander Issatsjenko
- 1975 Zwölf Junakische Balladen, op. 111. Text: Alexander Issatsjenko
- 1975 Kleines Ufer am lieblichen Jen, Liederzyklus, op. 114. Text: Lydia Gretler-Drake
- 1975 Insel am Abend, op. 116 nr. 1.Text: Paul Anton Keller
- 1976 Traum, op. 116 nr. 3. Text: Paul Anton Keller
- 1976 Hohe Zeit, op. 116 nr. 4. Text: Paul Anton Keller
- 1978 Sehnsucht, op. 134. Text: Max Dauthenday
- Die Ballade vom Attila-Felsen. Text: Lüpke

### Kammermusik
- 1925 Capriccio, op. 5a, Nr. 1
- 1925 Romanze, op. 5a nr. 2
- 1925 Sonatine in As-Dur, op. 5a nr. 3
- 1925 Sonatine, op. 5b Nr. 1
- 1925 (umgearbeitet 1973) Fantasietta, op. 5b Nr. 2
- 1925 (umgearbeitet 1973) Rondo, op. 5b Nr. 3
- 1937 (umgearbeitet 1966) Streichtrio, op. 36a
- 1937 Streichquartett in einem Satz, op. 36b
- 1937 Klavier-Trio, op. 37
- Festliche Musik I, op. 39a
- Festliche Musik II op. 39b
- Festlicher Ruf für Bläser Nr. 1, op. 40a
- 1944 Festlicher Ruf nr. 2
- 1957 12-Ton-Tänze, op. 55a
- 1957 (umgearbeitet 1962) Sonatine, op. 55b
- Fanfaren, op. 65
- 1970 Kleine Duo Musik, op. 81a
- 1971 Duo, op. 81b
- 1971 Musik für zwei Bläser, op. 82a
- 1971 Musik für vier Bläser, op. 82b
- 1972 Bizarrerie, voor vier klarinetten (of 3 klarinetten en basklarinet), op. 87a
- 1972 Sonate, op. 88
- 1973 Sonate - Thema, Variationen, Erinnerungen an Franz Schubert, op. 91
- 1973 Musica semiseria, op. 92
- 1973 Quartetto breve, op. 93
- 1973 Concerto minimo, op. 97
- Sonate, op. 98a
- Sonate, op. 99
- 1974 Musica friulana, op. 101
- 1974 Sonata rusca, op. 103
- 1974 Sonate, op. 104
- 1975 Burgenland-Suite, op. 106a
- 1975 Kleine Musik, Nach Melodien aus dem Burgenland, op. 106b
- 1975 Quartetto enigmatico, op. 112
- Sonate, op. 113a
- 1976 Quartetto in modo presente, op. 117
- 1976 Musica semiseria, op. 118
- 1976 Metarmorphosen, op. 119
- 1976 Verwandlungen, op. 120
- 1976 Sonata americana, op. 121
- 1976 Ol' Texas, op. 122a
- 1976 Trio-Mosaiken, op. 123
- 1976 Miniaturen I, op. 125a
- 1976 Miniaturen II, op. 125b
- 1976 Musik für 2 Flöten, op. 126
- 1977 Drei Duos
- 1977 Posthorntrio, op. 127
- 1977 Acht Anamorphosen, op. 128
- 1977 Figurae-Boema, op. 130
- 1978 Vier frottole Strukturen, op. 133
- 1978 Tritenien, op. 135
- 1978 Magische Kontakte, op. 137
- 1979 Sonate, op. 98
- Barocke Tanzmusik

### Werke für Orgel
- 1973 Orgelsonate nr. 1, op. 94
- 1973 Passacaglia, op. 96
- 1975 Orgelsonate nr. 2, op. 115
- 1977 Orgelsonate nr. 3, op. 132
- 1978 Orgelsonate nr. 4, op. 136

### Werke für Klavier
- Kanons, Fughetten und Grotesken, op. 11
- 1928 (umgearbeitet 1954) Grotesken, Fünf Stücke, op. 11b
- Fantasia sul A basso, op. 50b
- 1956 Acht kleine Klavierstücke, op. 53a
- 1956 Sonatine, op. 53b

### Werke für Zither
- 1956 Kleine melodische Stücke, op. 54a
- 1956 Sonatine, op. 54b